# Mokotów
Mokotów là một quận của Warszawa, thủ đô của Ba Lan. Quận này có nhiều dân cư, là nơi có nhiều văn phòng công ty và đại sứ quán. Chỉ một phần nhỏ quận này là công nghiệp hoá ít (Służewiec Przemysłowy), còn phần lớn diện tích là công viên cây xanh.  Quận Mokotów có diện tích 35,4 km2, dân số 217.651 người.
Dù khu vực ngày nay là quận Mokotów đã có dân sinh sống từ thời kỳ đầu Trung Cổ, mãi đến năm 1916 thì  Mokotów mới được nhập vào thành phố Warszawa. 